# Comissão Militar Central do Partido dos Trabalhadores da Coreia
A Comissão Militar Central do Comitê Central do Partido dos Trabalhadores da Coreia (CMC) é um órgão do Comitê Central do Partido dos Trabalhadores da Coreia (PTC), que é responsável pela coordenação das organizações do Partido dentro do Exército Popular da Coreia (EPC). Uma das principais funções da CMC é autorizar gastos com defesa, munições e pedidos de produtos, e determinar como os recursos naturais e produtos das unidades de produção controladas militarmente são destinados e distribuídos internamente, e para venda no exterior. De acordo com a Carta do PTC, a CMC dirige as atividades do PTC no EPC e é presidido pelo Presidente do PTC. A CMC conta com várias organizações para cumprir seu mandato, incluindo o Departamento Político Geral do EPC, o Departamento Militar do PTC e o Departamento de Construção de Máquinas do PTC.

## História
A CMC foi criada em 1962. Acredita-se que uma emenda de 1982 ao estatuto do PTC tornou a CMC igual ao Comitê Central, permitindo (entre outras coisas) eleger o líder do PTC. Apesar disso, alguns observadores acreditam que, na 3ª Conferência, a CMC tornou-se novamente responsável perante o Comitê Central. De acordo com o artigo 27 do estatuto do PTC, a CMC é o mais alto órgão do partido em assuntos militares. Ele controla o Exército Popular da Coreia, desenvolve e orienta seu armamento. Na prática, no entanto, a CMC é um corpo cerimonial subordinado à Comissão de Defesa Nacional. O presidente da CMC também é o primeiro secretário do PTC. A última listagem pública da CMC foi na 21ª Sessão Plenária do 6º Comitê Central em Dezembro de 1993. Na 3ª Conferência, sete dos dezesseis membros de 1993 permaneceram. Os outros doze tinham morrido, se aposentaram ou foram purgados. A CMC foi revitalizado na 3ª Conferência, com Kim Jong-un e Ri Yong-ho eleitos como vice-presidentes. Com exceção da adesão de seu comitê central, este era o único título de Kim Jong-un neste momento. Em muitos aspectos, a CMC permitiu que ele desenvolvesse uma rede de patrocínio. Novos membros incluíram o vice-marechal Kim Yong-chun (Ministro das Forças Armadas do Povo), o General Kim Myong-ruk (Chefe do Escritório de Operações do Estado-Maior Geral), o General Yi Pyong-chol (Comandante da força aérea norte coreana), Almirante Chong Myong-do (Comandante da Marinha do povo coreano), o tenente-general Kim Yong-chol, o coronel geral Choe Kyong-song (chefes das forças especiais do exército), o general Choe Pu-il e o coronel geral Choe Sang-ryo (membros do Pessoal geral). Civis, como Jang Song-thaek (chefe do Departamento Administrativo), também tinham assentos na comissão. Na 4ª Conferência, Choe Ryong-hae foi nomeado vice-presidente da CMC; O vice-marechal Hyon Chol-hae, o general Ri Myong-su e Kim Rak-gyom foram eleitos para a comissão.

#### Artigos, livros e periódicos
- Haggard, Stephen; Herman, Luke; Ryu, Jaesung (julho–agosto de 2014). «Political Change in North Korea: Mapping the Succession». University of California Press. Asian Survey. 54 (4): 773–780. JSTOR 10.1525/as.2014.54.4.773. doi:10.1525/as.2014.54.4.773
- Kim, Nam-Sik (1982). «North Korea's Power Structure and Foreign Relations: an Analysis of the Sixth Congress of the KWP». Institute for National Security Strategy. The Journal of East Asian Affairs. 2 (1): 125–151. JSTOR 23253510
- Understanding North Korea. [S.l.]: Ministry of Unification. 2012–2014

#### Livros
- Buzo, Adrian (1999). The Guerilla Dynasty: Politics and Leadership in North Korea. [S.l.]: I.B. Tauris. ISBN 1860644147
- Gause, Ken E. (2011). North Korea Under Kim Chong-il: Power, Politics, and Prospects for Change. [S.l.]: ABC-CLIO. ISBN 0313381755
- — (2013). «The Role and Influence of the Party Apparatus». In:  Park, Kyung-ae; Snyder, Scott. North Korea in Transition: Politics, Economy, and Society. [S.l.]: Rowman & Littlefield. pp. 19–46. ISBN 1442218126
- Kim, Samuel (2000). «North Korean Informal Politics». Informal Politics in East Asia. [S.l.]: Cambridge University Press. ISBN 0521645387
- Lankov, Andrei (2007). Crisis in North Korea: The Failure of De-Stalinization, 1956. [S.l.]: University of Hawaii Press. ISBN 0824832078
- Suh, Dae-sook (1988). Kim Il Sung: The North Korean Leader 1st ed. [S.l.]: Columbia University Press. ISBN 0231065736